# リートリム統監
リートリム統監（リートリムとうかん、英語: Lord Lieutenant of Leitrim）は、イギリスの官職。統監の1つで、リートリム県を担当する。1831年首席治安判事（アイルランド）法（Custos Rotulorum (Ireland) Act 1831）により、Governor職を置き換える形で設立され、リートリム首席治安判事も兼任する。1922年に建国したアイルランド自由国では統監が任命されなくなったが、法律自体は残り、1983年制定法整理法で正式に廃止された。

## 一覧
- 1831年10月7日 – 1854年12月31日：第2代リートリム伯爵ナサニエル・クレメンツ[3]
- 1855年1月31日 – 1856年12月：エドワード・キング＝テニソン（英語版）[3]
- 1856年12月4日 – 1872年9月：第7代グラナード伯爵ジョージ・フォーブス（英語版）[3]
- 1872年9月10日 – 1878年4月26日：第4代サウスウェル子爵トマス・サウスウェル[3]
- 1878年6月27日 – 1904年6月25日：第2代ハーレック男爵ウィリアム・オームズビー＝ゴア（英語版）[3]
- 1904年8月19日 – 1922年：第3代ハーレック男爵ジョージ・オームズビー＝ゴア（英語版）[3]